# Kabinett Suárez III
Das Kabinett Suárez II war eine Regierung in Spanien, die am 6. April 1979 von Ministerpräsident Adolfo Suárez González von der Unión de Centro Democrático (UCD) gebildet wurde und das Kabinett Suárez II ablöste. Es war das erste Kabinett, das nach der Verabschiedung der Verfassung von 1978 sowie der Wahl des Congreso de los Diputados am 1. März 1979 gebildet wurde. 
Bei der Wahl vom 1. März 1979 gewann die UCD von Suárez 35,1 Prozent der Stimmen und stellte 168 der 350 Abgeordneten im Congreso de los Diputados. Zweitstärkste Kraft wurde die Partido Socialista Obrero Español (PSOE) von Felipe González, auf die 30,5 Prozent und 121 Mandate entfielen, während die Partido Comunista de España (PCE) von Santiago Carrillo 10,8 Prozent der Wählerstimmen auf sich vereinigen konnte und mit 23 Abgeordneten drittstärkste Kraft im Abgeordnetenhaus wurde. Die rechtskonservative Coalición Democrática (CD) um den früheren Innenminister Manuel Fraga Iribarne gewann als viertstärkste Kraft 6 Prozent und stellte neun Abgeordnete.
Am 30. März 1979 bestätigte der Kongress Suárez als Ministerpräsidenten, woraufhin er durch ein am 2. April 1979 im Boletín Oficial del Estado veröffentlichtes Königliches Dekret (Real Decreto) ernannt wurde. Noch am selben Tag vereidigte König Juan Carlos I. Suárez vor dem Palacio de la Zarzuela. Am 6. April 1979 veröffentlichte der Boletín Oficial del Estado die Namen der durch ein Königliches Dekret ernannten Vize-Ministerpräsidenten und Minister. Nachdem es am 16. Januar 1980 zu einer ersten kleineren Kabinettsumbildung kam, fand am 2. Mai 1980 eine umfangreichere Kabinettsumbildung statt. Am 9. September 1980 wurde im Boletín Oficial del Estado eine weitere Kabinettsumbildung veröffentlicht, wonach ein neuer Zweiter Vize-Ministerpräsident und eine Reihe anderer Minister ernannt wurde. Die neuen Minister wurden vom König vor dem Palacio de la Zarzuela vereidigt und nahmen anschließend an der ersten Kabinettssitzung im Palacio de La Moncloa, dem Amtssitz des Ministerpräsidenten, teil. Das Kabinett Suárez blieb bis zum 25. Februar 1981 im Amt und wurde dann vom Kabinett Calvo-Sotelo abgelöst, das vom bisherigen Zweiten Vize-Ministerpräsidenten für Wirtschaft Leopoldo Calvo-Sotelo gebildet wurde.

## Mitglieder des Kabinetts

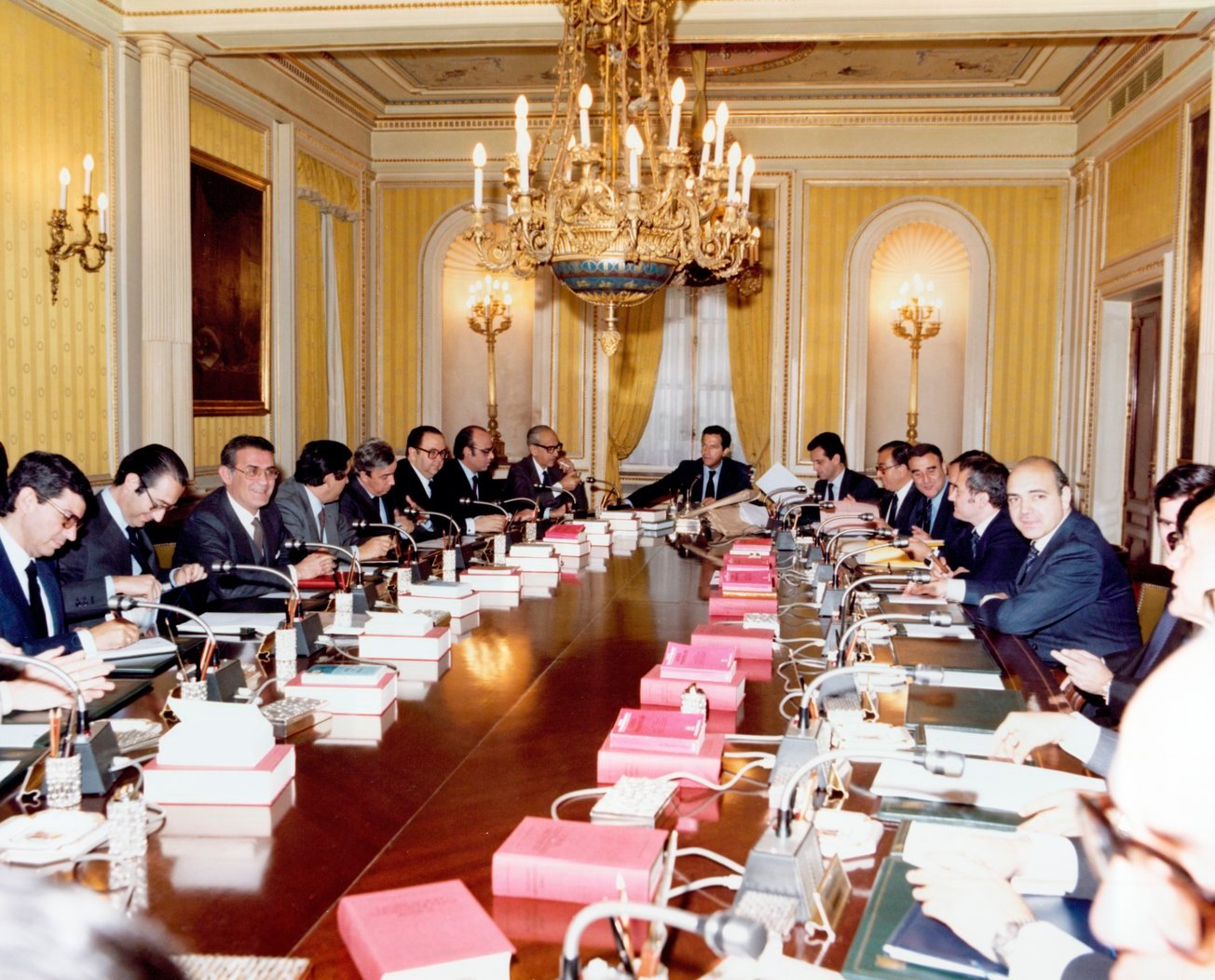
Sitzung des Kabinetts Suárez am 3. Mai 1980

| Amt                                                                                   | Amtsinhaber                                                           | Beginn der Amtszeit                             | Ende der Amtszeit                                  |
| ------------------------------------------------------------------------------------- | --------------------------------------------------------------------- | ----------------------------------------------- | -------------------------------------------------- |
| Ministerpräsident                                                                     | Adolfo Suárez                                                         | 6. April 1979                                   | 25. Februar 1981                                   |
| Erster Vize-Ministerpräsident für Sicherheit und Verteidigung                         | Manuel Gutiérrez Mellado                                              | 6. April 1979                                   | 25. Februar 1981                                   |
| Zweiter Vize-Ministerpräsident für Wirtschaft                                         | Fernando Abril Martorell Leopoldo Calvo-Sotelo                        | 6. April 1979 8. September 1980                 | 8. September 1980 25. Februar 1981                 |
| Minister beim Ministerpräsidenten                                                     | José Pedro Pérez-Llorca Rafael Arias-Salgado                          | 6. April 1979 16. Januar 1980                   | 16. Januar 1980 25. Februar 1981                   |
| Außenminister                                                                         | Marcelino Oreja Aguirre José Pedro Pérez-Llorca                       | 6. April 1979 8. September 1980                 | 8. September 1980 25. Februar 1981                 |
| Verteidigungsminister                                                                 | Agustín Rodríguez Sahagún                                             | 6. April 1979                                   | 25. Februar 1981                                   |
| Innenminister                                                                         | Generalleutnant Antonio Ibáñez Freire Juan José Rosón                 | 6. April 1979 2. Mai 1980                       | 2. Mai 1980 25. Februar 1981                       |
| Justizminister                                                                        | Íñigo Cavero Francisco Fernández Ordóñez                              | 6. April 1979 8. September 1980                 | 8. September 1980 25. Februar 1981                 |
| Wirtschaftsminister 8. September 1980: Minister für Wirtschaft und Handel             | José Luis Leal Maldonado Juan Antonio García Díez                     | 6. April 1979 8. September 1980                 | 8. September 1980 25. Februar 1981                 |
| Finanzminister                                                                        | Jaime García Añoveros                                                 | 6. April 1979                                   | 25. Februar 1981                                   |
| Arbeitsminister                                                                       | Rafael Calvo Ortega Salvador Sánchez-Terán Félix Manuel Pérez Miyares | 6. April 1979 2. Mai 1980 8. September 1980     | 2. Mai 1980 8. September 1980 25. Februar 1981     |
| Minister für Gesundheit und soziale Sicherheit                                        | Juan Rovira Tarazona Alberto Oliart                                   | 6. April 1979 8. September 1980                 | 8. September 1980 25. Februar 1981                 |
| Minister für Industrie und Energie                                                    | Carlos Bustelo Ignacio Bayón                                          | 6. April 1979 2. Mai 1980                       | 2. Mai 1980 25. Februar 1981                       |
| Minister für Handel und Tourismus                                                     | Juan Antonio García Díez Luis Gámir                                   | 6. April 1979 2. Mai 1980                       | 2. Mai 1980 8. September 1980                      |
| Minister für Transport und Kommunikation                                              | Salvador Sánchez-Terán José Luis Álvarez y Álvarez                    | 6. April 1979 2. Mai 1980                       | 2. Mai 1980 25. Februar 1981                       |
| Minister für öffentliche Arbeiten und Stadtplanung                                    | Jesús Sancho Rof                                                      | 6. April 1979                                   | 25. Februar 1981                                   |
| Landwirtschaftsminister                                                               | Jaime Lamo de Espinosa                                                | 6. April 1979                                   | 25. Februar 1981                                   |
| Minister für Bildung und Wissenschaft                                                 | José Manuel Otero Juan Antonio Ortega y Díaz-Ambrona                  | 6. April 1979 8. September 1980                 | 8. September 1980 25. Februar 1981                 |
| Minister für Forschung und Hochschulen                                                | Luis González Seara                                                   | 6. April 1979                                   | 25. Februar 1981                                   |
| Kulturminister                                                                        | Manuel Clavero Arévalo Ricardo de la Cierva Íñigo Cavero              | 6. April 1979 16. Januar 1980 8. September 1980 | 16. Januar 1980 8. September 1980 25. Februar 1981 |
| Minister für Territorialverwaltung                                                    | Antonio Fontán José Pedro Pérez-Llorca Rodolfo Martín Villa           | 6. April 1979 2. Mai 1980 8. September 1980     | 2. Mai 1980 8. September 1980 25. Februar 1981     |
| Minister für die Beziehungen zu den Europäischen Gemeinschaften                       | Leopoldo Calvo-Sotelo Eduardo Punset                                  | 6. April 1979 8. September 1980                 | 8. September 1980 25. Februar 1981                 |
| Minister für die Beziehungen zum Parlament                                            | Rafael Arias-Salgado José Pedro Pérez-Llorca                          | 6. April 1979 16. Januar 1980                   | 16. Januar 1980 2. Mai 1980                        |
| Beigeordneter Minister beim Ministerpräsidenten                                       | Joaquín Garrigues Walker                                              | 6. April 1979                                   | 2. Mai 1980                                        |
| Beigeordneter Minister beim Ministerpräsidenten für öffentliche Verwaltung            | Sebastián Martín-Retortillo                                           | 2. Mai 1980                                     | 25. Februar 1981                                   |
| Beigeordneter Minister beim Ministerpräsidenten für die Koordinierung der Legislative | Juan Antonio Ortega y Díaz-Ambrona                                    | 2. Mai 1980                                     | 8. September 1980                                  |